# 5546 Салават
5546 Салават (5546 Salavat) — астероїд головного поясу, відкритий 18 грудня 1979 року.
Тіссеранів параметр щодо Юпітера — 3,364.